# Schule Kleinwörden
Die ehemalige Schule Kleinwörden in der niedersächsischen Gemeinde Hechthausen-Kleinwörden, Wriethstraße 12, Samtgemeinde Hemmoor, im Landkreis Cuxhaven stammt vom Anfang des 20. Jahrhunderts.

Aktuell (2024) wird sie als Wohnhaus und wohl gewerblich genutzt.
Das Gebäude steht unter Denkmalschutz (siehe auch Liste der Baudenkmale in Hechthausen).

## Geschichte und Beschreibung
Hechthausen wurde 1233 als Hekethusen zum ersten Mal erwähnt. Das nordöstliche Dorf Kleinwörden (wörden = Wurt) gehört seit 1972 zu Hechthausen. 1906 brannte das Schulhaus ab und ein Neubau war erforderlich.
Das zurückgesetzte eingeschossige Gebäude auf mittelhohem Sockel in unrelmäßigem Fachwerk mit Steinausfachungen und ausgebautem Drempel, mit traufseitig weit überstehendem Satteldach, wurde um 1910 gebaut. Der nördliche Wirtschaftsgiebel mit engmaschigem Fachwerk, Andreaskreuzen, flachbogigem Einfahrtstor, einer Ladeluke und Missentüren ist im Giebeldreiecke horizontal verkleidet. An der Westtraufe sind zwei Haupteingangstüren. Das Haus war eine Kombination aus Schul- und Wohn-/Wirtschaftsgebäude mit Lehrerwohnung. Von 1967 bis 1970 nutzte die Gemeindeverwaltung das Haus.
Das Landesdenkmalamt befand u. a.: „… in der Ausprägung seiner Bauform beispielhaft. …“
Die Grundschule ist heute in Hechthausen, die Haupt- und Realschule als Osteschule in Hemmoor und das Gymnasium in Hemmoor.